# Portada/article desembre 11

## Expressionisme
L'expressionisme fou un moviment cultural sorgit a Alemanya a començaments del segle xx, que tingué plasmació en un gran nombre de camps culturals: art, literatura, música, cinema, teatre, dansa, fotografia, etc. La seva primera manifestació fou en el terreny de l'art; va sorgir paral·lelament al fauvisme francès, amb el qual van ésser els primers moviments de les anomenades “avantguardes històriques” artístiques. Més que un estil amb característiques pròpies comunes, fou un moviment heterogeni, una actitud i una forma d'entendre l'art que aglutinà diversos artistes de tendències molt diverses i diferent formació i nivell intel·lectual. Sorgit com a reacció a l'impressionisme, enfront del naturalisme i el caràcter positivista d'aquest moviment de finals del segle xix, els expressionistes defensaven un art més personal i intuïtiu, on predominés la visió interior de l'artista –l'“expressió”– enfront de la plasmació de la realitat –la “impressió”.